# RoboCop (série télévisée d'animation)
Pour les articles homonymes, voir Robocop (homonymie).
Robocop (RoboCop: The Animated Series) est une série télévisée d'animation et de science-fiction américaine en douze épisodes de 26 minutes, créée par les studios Marvel d'après le film homonyme et les personnages créés par Edward Neumeier et Michael Miner et diffusée entre le 1er octobre et le 17 décembre 1988 en syndication.
En France, la série a été diffusée à partir du 12 septembre 1990 sur TF1 dans le Club Dorothée puis rediffusée à partir du 12 janvier 1991 dans Youpi ! sur La Cinq. Puis en février 1996 de nouveau sur TF1 dans le Club Dorothée.
La propriété de la série est passée à Disney en 2001 lorsque Disney a acquis Fox Kids Worldwide, qui comprend également Marvel Productions. Mais la série n'est pas disponible sur Disney+,,.

## Synopsis
Détroit, dans un avenir proche, l'officier de police Alex Murphy et sa coéquipière Anne Lewis se battent pour débarrasser la ville de la pègre qui y sévit. Après avoir été mortellement blessé en service, l'officier Alex Murphy est équipé par l'OCP d'un corps de robot en titérium à l'épreuve des balles. Doté d'une unité de motricité et de facultés sensorielles informatisées, il est devenu le super-policier, RoboCop !

## Voix françaises
- Michel Vigné : Alex Murphy / RoboCop
- Dorothée Jemma : Anne Lewis
- Patrick Messe : le lieutenant Hedgecock
- Francis Lax : le Professeur McNamara
- Annie Balestra : le professeur Tyler
- Thierry Ragueneau : Roosevelt
- Joëlle Fossier : voix additionnelles
- Thierry Redler : voix additionnelles
- Gérard Dessalles : voix-off du générique

## Épisodes
1. Pas de nouvelles, bonnes nouvelles (No News is Good News)
2. L'archer (Night of the Archer)
3. Les tronçonneurs (Rumble in Old Detroit)
4. Le projet mortel (Project Deathspore)
5. L'homme en habit de métal (Man in the Iron Suit)
6. La revanche du robot (A Robots Revenge)
7. Question de nature (Into the Wilderness)
8. Opération cellules grises (Menace of the Mind)
9. Le vengeur (Brotherhood)
10. Échec au crime (Crime Wave)
11. L'écraseur (Scrambler)
12. Fauteuil électrique (The Hot Seat)

## Commentaires
Au contraire du film, les armes laser prennent la place des armes à feu, les effusions de sang sont absentes et la censure est outrée.